# هابورو، هوکایدو
هابورو، هوکایدو (به لاتین: Haboro, Hokkaido) یک منطقهٔ مسکونی در ژاپن است که در Rumoi Subprefecture واقع شده‌است. هابورو  ۷٬۳۳۸ نفر جمعیت دارد.